# Podisma pedestris
Espèce
Statut de conservation UICN

 LC  : Préoccupation mineure
Podisma pedestris, la miramelle des moraines, est une espèce de criquets appartenant à la famille des Acrididae et à la sous-famille des Melanoplinae.

## Dénomination
Podisma pedestris s'appelle en français « miramelle des moraines » ou criquet marcheur. 

## Morphologie
Suivant leur sexe ces insectes mesurent entre 17 et 31 millimètres. Les mâles adultes se développent jusqu'à 17-25 millimètres, tandis que les femelles atteignent une longueur de 24-30 millimètres. Il existe un fort dimorphisme sexuel entre le mâle, plus bariolé, et la femelle à la couleur plus uniforme. 
Leur couleur de base s'étale du jaune au gris au brun orange. La coloration de base du corps varie de noir brunâtre à jaunâtre en formant des rayures sur l'abdomen. Les mâles ont des couleurs plus vives et plus intenses avec des marques noires plus étendues que les femelles. Les pattes postérieures sont rouge vif à l'intérieur avec, en bas, des raies arrière légèrement bleutées. Chez ce criquet, les petites ailes antérieures sont le produit d'une régression.

## Distribution
Podisma pedestris est installé en Europe dans pratiquement tous les massifs montagneux sauf en Scandinavie et dans les pays baltes. En Suisse, ce criquet est très répandu dans les contreforts alpins et il existe quelques dépôts dans le Jura neuchâtelois. En Allemagne, il se retrouve dans les Alpes, le Jura souabe et dans le nord de la Bavière. Dans les Alpes françaises et en Italie de nombreuses autres espèces du genre Podisma ont été décrites, elles sont très proches de Podisma pedestris. Ce dernier est présent des Alpes du Nord aux Alpes du Sud.

## Habitat
La miramelle des moraines a une préférence pour des habitats ensoleillés et secs qui se réchauffent rapidement. Entrent dans cette catégorie les pentes rocheuses et à végétation clairsemée, parsemées de pierres et d'arbustes nains. Elle peut être rencontrée, de mi-juin à octobre, dans les prairies montagnardes, elle recherche aussi les alpages, les landes à myrtilles et à genévriers, les clairières, les prairies semi-arides et sèches, ainsi que les pentes non-boisées des montagnes. Dans certains endroits, la miramelle colonise les remblais routiers,.

## Phénologie et style de vie

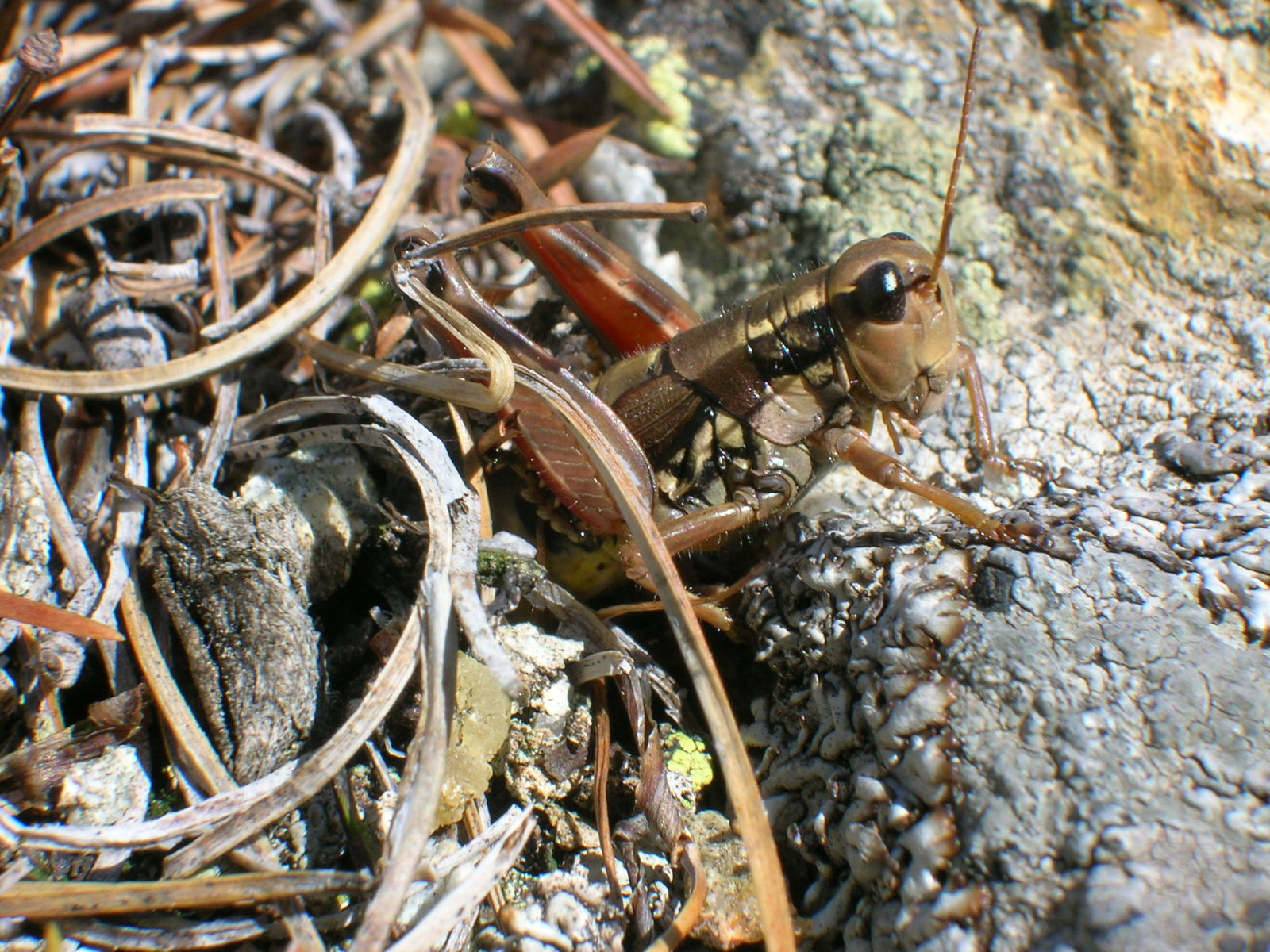
Ponte des œufs

Les insectes adultes se reproduisent entre mi-juin et mi-novembre. Les femelles pondent leurs œufs sur le sol. Ceux-ci ont la capacité, en fonction des conditions environnementales, de rester plusieurs années sous la forme embryonnaire. Cet insecte passe par cinq stades larvaires dont la durée moyenne est d'environ dix jours. Les miramelles des moraines se nourrissent de poacées (graminées) et d'autres plantes herbacées.